# Élection présidentielle namibienne de 2019
L'élection présidentielle namibienne de 2019 a lieu le 27 novembre 2019, en même temps que les élections législatives. 
Le président sortant Hage Geingob, de l'Organisation du peuple du Sud-Ouest africain (abrégée en SWAPO), est réélu dès le premier tour avec un peu plus de 56 % des suffrages.

## Mode de scrutin
Le président namibien est élu au scrutin uninominal majoritaire à deux tours pour un mandat de cinq ans, renouvelable une seule fois depuis la révision constitutionnelle de 1999.
La Namibie utilise un système de vote entièrement électronique, les électeurs choisissant leur candidat sur une machine à voter après avoir présenté leur carte électorale biométrique. Le système, validé par un jugement de la Cour Suprême, est critiqué par l'opposition pour son absence totale de bulletins papier, jugée susceptible de favoriser la fraude électorale.

## Résultats
| Candidats                | Candidats                | Partis                   | Premier tour | Premier tour |
| Candidats                | Candidats                | Partis                   | Voix         | %            |
| ------------------------ | ------------------------ | ------------------------ | ------------ | ------------ |
|                          | Hage Geingob             | SWAPO                    | 464 703      | 56,25        |
|                          | Panduleni Itula          | Indépendant              | 249 153      | 30,16        |
|                          | McHenry Venaani          | PDM                      | 45 080       | 5,46         |
|                          | Bernadus Swartbooi       | LPM                      | 23 313       | 2,82         |
|                          | Apius Auchab             | UDF                      | 15 004       | 1,82         |
|                          | Utjiua Muinjangue        | NUDO                     | 11 942       | 1,45         |
|                          | Tangeni Iijambo          | SWANU                    | 4 890        | 0,59         |
|                          | Henk Mudge               | RP                       | 4 379        | 0,53         |
|                          | Mike Kavekotora          | RDP                      | 3 515        | 0,43         |
|                          | Ignatius Shixuameni      | APP                      | 3 274        | 0,40         |
|                          | Jan Mukwilongo           | NEFF                     | 928          | 0,11         |
|                          |                          |                          |              |              |
| Votes valides            | Votes valides            | Votes valides            | 826 198      | 100          |
| Votes blancs et nuls     | Votes blancs et nuls     | Votes blancs et nuls     | 0            | 0            |
| Total                    | Total                    | Total                    | 826 198      | 100          |
| Abstentions              | Abstentions              | Abstentions              | 532 270      | 39,18        |
| Inscrits / participation | Inscrits / participation | Inscrits / participation | 1 358 468    | 60,82        |